# Jakub Zadzik

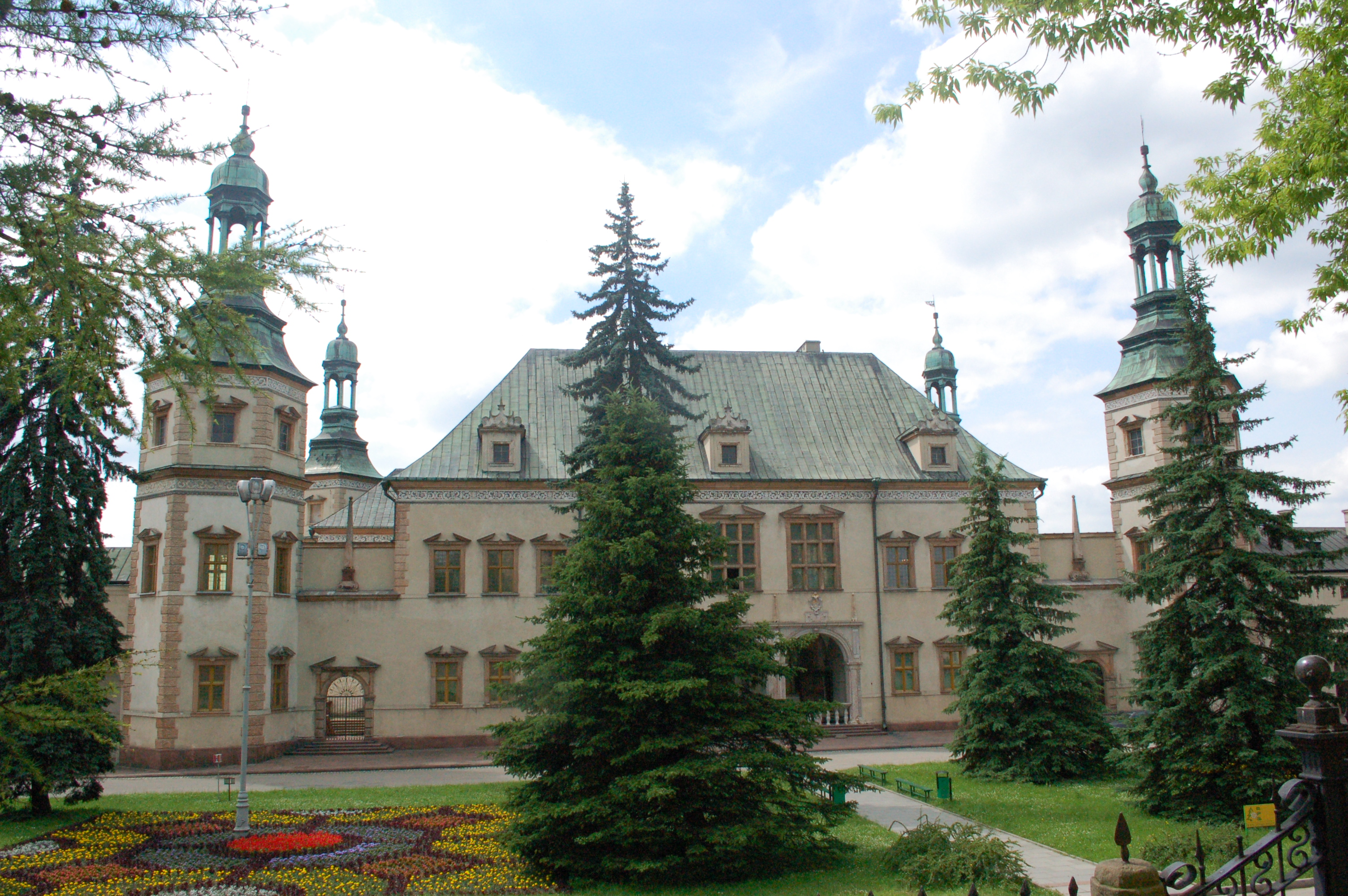
Palazzo dei Vescovi di Cracovia a Kielce fondato da Jakub Zadzik – attualmente sede del Museo Nazionale

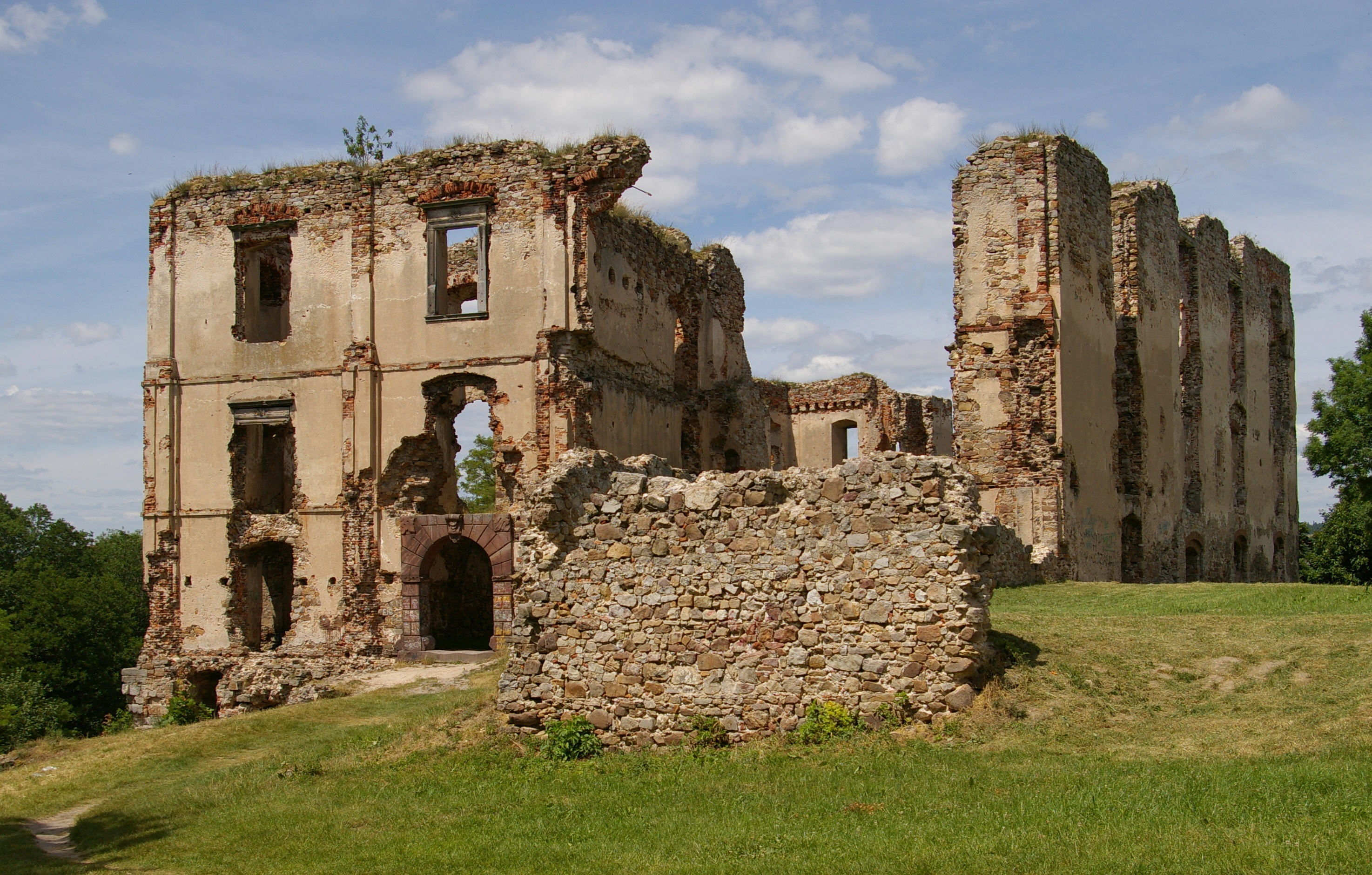
Ruderi del castello dei vescovi di Cracovia a Bodzentyn

Jakub Zadzik (Drużbinie, 1582 – Bodzentyn, 17 marzo 1642) è stato un vescovo cattolico polacco, duca di Siewierz, fautore della Controriforma, politico, pubblico ufficiale e diplomatico del Regno di Polonia (Confederazione delle Due Nazioni).

## Biografia
Nato in una famiglia della media nobiltà polacca, come figlio di Jan Zadzik e di Jadwiga Borszówna. Frequentò la scuola dei Gesuiti di Kalisz, e poi studiò presso la facoltà di diritto canonico della Accademia di Cracovia, inoltre a Perugia (dove conseguì un dottorato) ed a Roma (dove ricevette l'ordine sacro).
Tra le cariche ricoperte da Zadzik figurano:
- segretario reale;
- canonico di Cracovia;
- custode[2] varsaviano;
- decano di Przemyśl;
- reggente (cioè direttore) della cancelleria della Corona;
- gran segretario della Corona (nominato il 29 luglio 1613), carica che mantenne dal 1613 al 1627;
- vescovo di Chełmno (grazie a re preconizzato il 2 dicembre 1624), carica che mantenne dal 1624 al 1635;
- amministratore apostolico della diocesi di Pomesania (dal 1624 al 1635)
- cancelliere deputato della Corona (dal 1627 al 1628);
- gran cancelliere della Corona (dal 1628 al 1635);
- vescovo di Cracovia (nominato il 17 settembre 1635, ingresso[3] il 2 febbraio 1636), carica che mantenne fino alla morte nel 1642.

Nel 1626 convocò il Sejm a Toruń per aumentare le tasse in vista della guerra con la Svezia e creò una commissione per riformare il tesoro militare.
Negoziò il Trattato di Altmark nel 1629 e il trattato di Sztumska Wieś nel 1635 con la Svezia, che pose fine alla Guerra polacco-svedese, e il Trattato di Polanow con la Russia nel 1634, ponendo fine alla Guerra di Smolensk.
Era un cattolico sostenitore della Controriforma.
Nel 1638 riuscì a chiudere la Chiesa protestante polacca a Raków.
Si oppose spesso a Ladislao IV di Polonia, in particolare criticò le sue azioni volte a riconquistare il trono di Svezia e a rafforzare i poteri della monarchia per mezzo di un'azione militare.
Morì il 17 marzo 1642 nel castello dei vescovi di Cracovia a Bodzentyn ed è sepolto a Cracovia nella Basilica Cattedrale di Wawel, nella Cappella di San Giovanni Battista.
Oggi vescovo Jakub Zadzik è noto principalmente come fondatore del Palazzo dei Vescovi di Cracovia a Kielce (in polacco Pałac Biskupów Krakowskich w Kielcach), che fu costruito tra il 1637 e il 1641 in stile primo barocco dall'architetto italiano Tommaso Poncino (* c. 1600 † 1659), probabilmente su progetto dell'architetto italiano Giovanni Trevano († dopo 1641).

## Genealogia episcopale
La genealogia episcopale è:
- Cardinale Bonifazio Caetani
- Vescovo Giovanni Battista Lancellotti
- Vescovo Jakub Zadzik